# Гриник Ігор Володимирович
Гриник Ігор Володимирович (нар. 20 лютого 1970) - вчений у галузі рослинництва, доктор сільськогосподарських наук, професор, академік НААН, Заслужений працівник сільського господарства України, лауреат Державної премії України в галузі науки і техніки.

## Біографія
Ігор Володимирович народився 20 лютого 1970 року в с. Хоросниця Мостиського району Львівської області.
У 1992 році закінчив Харківський державний аграрний університет ім. В. В. Докучаєва, за спеціальністю «учений агроном».
З 1995 по 1997 роки головний агроном і заступник голови агрофірми «Авангард».
З 1997 по 1999 роки директор ДГ «Прогрес» Чернігівської державної сільськогосподарської дослідної станції.
З 1998-2002, 2006-2010 роки депутат Козелецької районної ради в Чернігівської області.
З 1999 по 2006 роки директор Чернігівської ДСГДС, Чернігівського інституту агропромислового виробництва.
У 2000 році захистив кандидатську дисертацію на тему «Вплив попередників та системи удобрення на врожай та якість озимої і ярої пшениці в умовах Полісся».
З 2002 по 2006 роки депутат Чернігівської обласної ради.
У 2006 році захистив докторську дисертацію на тему «Збалансований розвиток агроекосистем на прикладі Чернігівської області».
У 2006 році працював на посаді академіка-секретаря Відділення наукового забезпечення трансферу інновацій НААН України.
З 2007 року член-кореспондент УААН.
З 2010 по 2011 роки виконуючий обов'язки віце-президента НААН України.
У 2011 році працював на посаді академіка-секретаря Відділення наукового забезпечення трансферу інновацій Національної академії аграрних наук України.
З 2011 по теперішній час директор Інституту садівництва Національної академії аграрних наук України.

## Праці
Ігор Володимирович автор понад 162 наукових праць, у тому числі 4 монографії, 5 посібників, 25 патентів на винаходи і корисні моделі, є співавтором 6 сортів вівса - Нептун, Зірковий, Парламентський, Скарб України, Візит, Тембр.

## Відзнаки та нагороди
- почесна грамота УААН;
- знак пошани Міністерства аграрної політики України;
- почесні відзнаки Чернігівської облдержадміністрації та Чернігівської облради;
- орден Святого Рівноапостольного князя Володимира Великого ІІІ-го ступеня;
- почесне звання «Відмінник аграрної освіти і науки»;
- Заслужений працівник сільського господарства України;
- Лауреат Державної премії України в галузі науки і техніки (2014).